# L-Inħawi tal-Imġiebaħ u tal-Miġnuna
L-Inħawi tal-Imġiebaħ u tal-Miġnuna este o arie protejată (arie specială de conservare — SAC, sit de importanță comunitară — SCI) din Malta întinsă pe o suprafață de 176,46 ha, integral pe uscat.

## Localizare
Centrul sitului L-Inħawi tal-Imġiebaħ u tal-Miġnuna este situat la coordonatele 35°57′57″N 14°23′03″E / 35.9657°N 14.3843°E.

## Înființare
Situl L-Inħawi tal-Imġiebaħ u tal-Miġnuna a fost declarat sit de importanță comunitară în aprilie 2004 pentru a proteja 1 specie de plante și 1 specie de animale. Situl a fost protejat și ca arie specială de conservare în decembrie 2016.

## Biodiversitate
Situată în ecoregiunea mediteraneană, aria protejată conține 8 habitate naturale: Faleze cu vegetație de Limonium spp. endemic de pe coastele mediteraneene, Stepe sărăturate mediteraneene (Limonietalia), Tufărișuri termo-mediteraneene și de pre-deșert, Pante stâncoase calcaroase cu vegetație casmofită, Galerii și tufărișuri riverane sudice (Nerio-Tamaricetea și Securinegion tinctoriae), Păduri de Olea și Ceratonia, Păduri de Quercus ilex și Quercus rotundifolia, Păduri de pin mediteraneene cu pini mezogeni endemici.
La baza desemnării sitului se află mai multe specii protejate:
- plante (1): Linaria pseudolaxiflora
- reptile (1): Elaphe situla